# Suffolk University

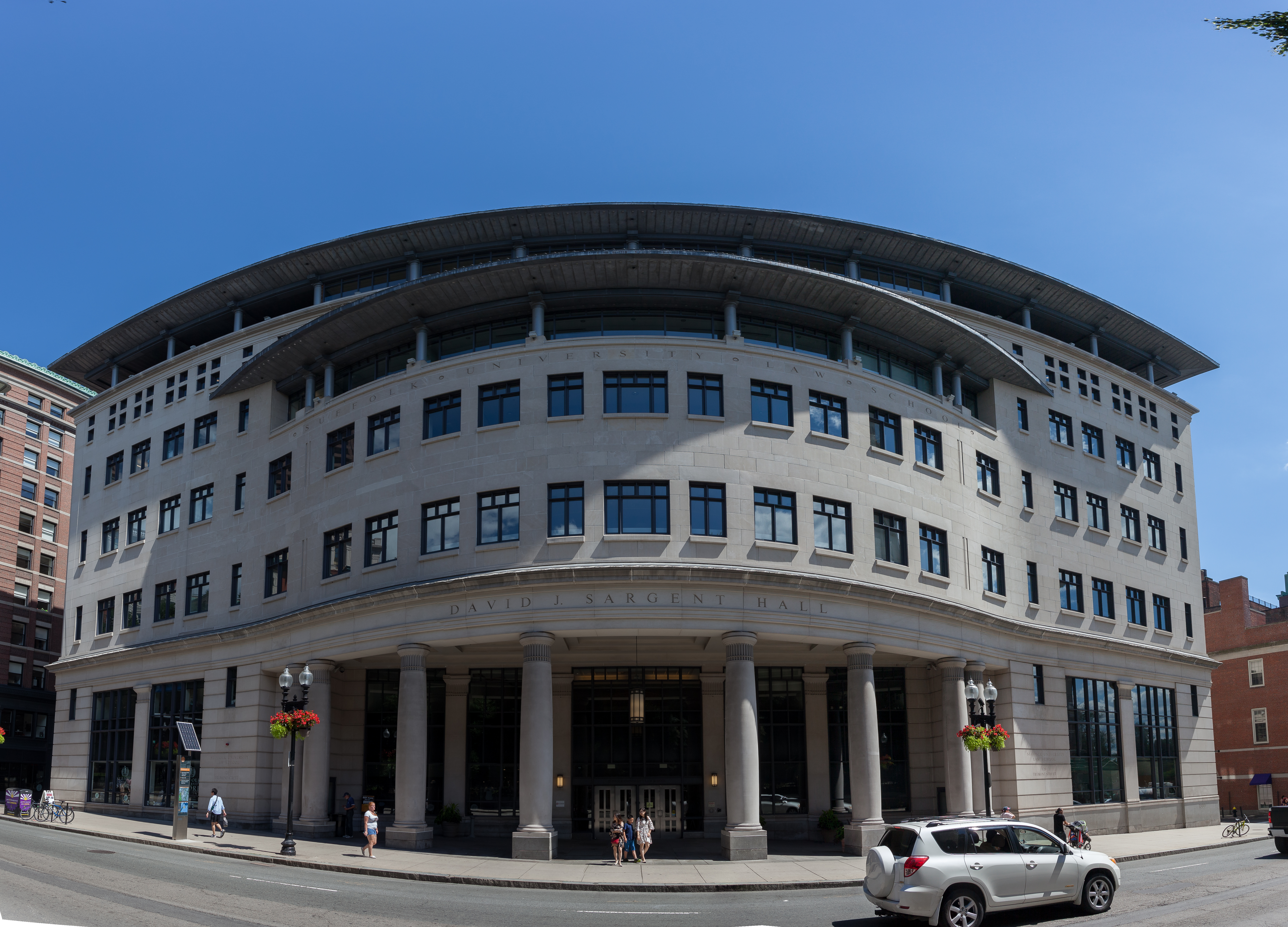
Die Sargent Hall, Sitz der Law School

Die Suffolk University (kurz Suffolk) ist eine US-amerikanische Universität in Boston, Massachusetts, die im Jahr 1906 gegründet wurde.

## Organisation
Es gibt drei Graduiertenschulen. Einige Schulen, wie die School of Arts & Sciences, sind in Fakultäten (Chemie, Physik etc.) unterteilt.
- Suffolk University Law School
- College of Arts and Sciences
- Sawyer School of Management

## Zahlen zu den Studierenden, den Dozenten und zum Vermögen
Im Herbst 2021 waren 6.647 Studierende an der Suffolk University eingeschrieben. Davon strebten 4.227 (63,6 %) ihren ersten Studienabschluss an, sie waren also undergraduates. Von diesen waren 59 % weiblich und 41 % männlich; 7 % bezeichneten sich als asiatisch, 6 % als schwarz/afroamerikanisch, 15 % als Hispanic/Latino, 50 % als weiß und weitere 15 % kamen aus dem Ausland. 2.420 (36,4 %) arbeiteten auf einen weiteren Abschluss hin, sie waren graduates. Es lehrten 584 Dozenten an der Universität, davon 340 in Vollzeit und 244 in Teilzeit.
Der Wert des Stiftungsvermögens der Universität lag 2021 bei 306 Mio. US-Dollar und damit 24,2 % höher als im Jahr 2020, in dem es 246 Mio. US-Dollar betragen hatte.